# 馬克西姆 (科澤列齊區)
51°11′50″N 30°56′24″E / 51.19722°N 30.94000°E
馬克西姆（烏克蘭語：Максим），是烏克蘭北部的村莊，隸屬切爾尼希夫州的切爾尼希夫區。該村始建於1700年，面積1.52平方公里，海拔高度109米，2001年人口304，人口密度每平方公里200.4人。